# Étienne Laisné
Pour les articles homonymes, voir Laisné.
Étienne Laisné (né le 5 août 1905 à Allouagne - mort le 18 octobre 1997 à Auchel) était un athlète français spécialiste de la marche athlétique.

## Carrière sportive
Le 26 mai 1929, il remporte le Tour de Paris à la marche.
Il a participé à une rencontre européenne en 1929, en Suisse, où il termina 4e.
En 1930, il enlève son premier titre de Champion de France.
Il est retenu pour participer aux Jeux olympiques de Los Angeles en 1932 mais ne fera pas le déplacement.
En 1934, il participe aux 1ers Championnats d'Europe d'athlétisme. 
Il a représenté la France, aux Jeux olympiques d'été de 1936, à Berlin.

## Divers
Étienne Laisné était ajusteur-balancier, aux mines de Marles-les-Mines.
Il a découvert ses talents pendant son service militaire, lors d'un entrainement d'une heure où il a devancé le champion de Champagne d'alors.
Il a quitté le CM Auchel (UFM) pour l'USC de Lens (FFA) en 1930, il bat de nombreux records de France.
Étienne Laisné a gouté une dernière fois à la joie olympique en conduisant la flamme à Calais, pour les jeux de 1948.
Ses différents exploits lui ont permis de figurer parmi l'Amicale des anciens de Joinville.
Il appréciait parler cyclisme avec son ami Louis Déprez, et c'est à bicyclette qu'il se rendait aux différentes épreuves régionales.
La salle "Sports Loisirs Culture" d'Allouagne, inaugurée le 14 janvier 1990, porte son nom.
Le 3 juin 1995, la nouvelle salle de sports du village, auquel il aura été toujours fidèle, se souvient du glorieux palmarès et porte le nom d'Étienne Laisné.

## Palmarès
- Record mondial sur la distance de 30 km[2].

Plusieurs records de France entre 1930 et 1938, notamment :
- sur 3, 10, 15, 25 km, de la demi-heure
- de l'heure en 1930, 1932 et 1935 (12,524), record qu'il gardera jusqu'en 1941, jusqu'à la performance d'Émile Maggi.
- des deux heures en 1932 et 1935 (24,136)
- des 20 000 m en 1930, 1932, 1933 et 1935 (1 h 38 min 12 s)
- des 30 000 m en 1934 et 1938 (2 h 37 min 35 s)
- du 50 km en 1934 (4 h 53 min 03 s)

Deux titres de Champion de France :
-  du Marathon Marche en 1930 (3 h 59 min 45 s)
-  du 50 km Marche en 1934 (5 h 01 min 30 s)
En 1935, il remporte le 25 km du critérium national, à Colombes, en 2 h 04 min 05 s.
Vainqueur du Marathon Marche de Barcelone, le 8 mars 1935, avec plus de 8 minutes d'avance sur le Parisien Henri Quintric.
Participation aux Jeux olympiques de 1936, où il termine 8e.